# Herreninsel

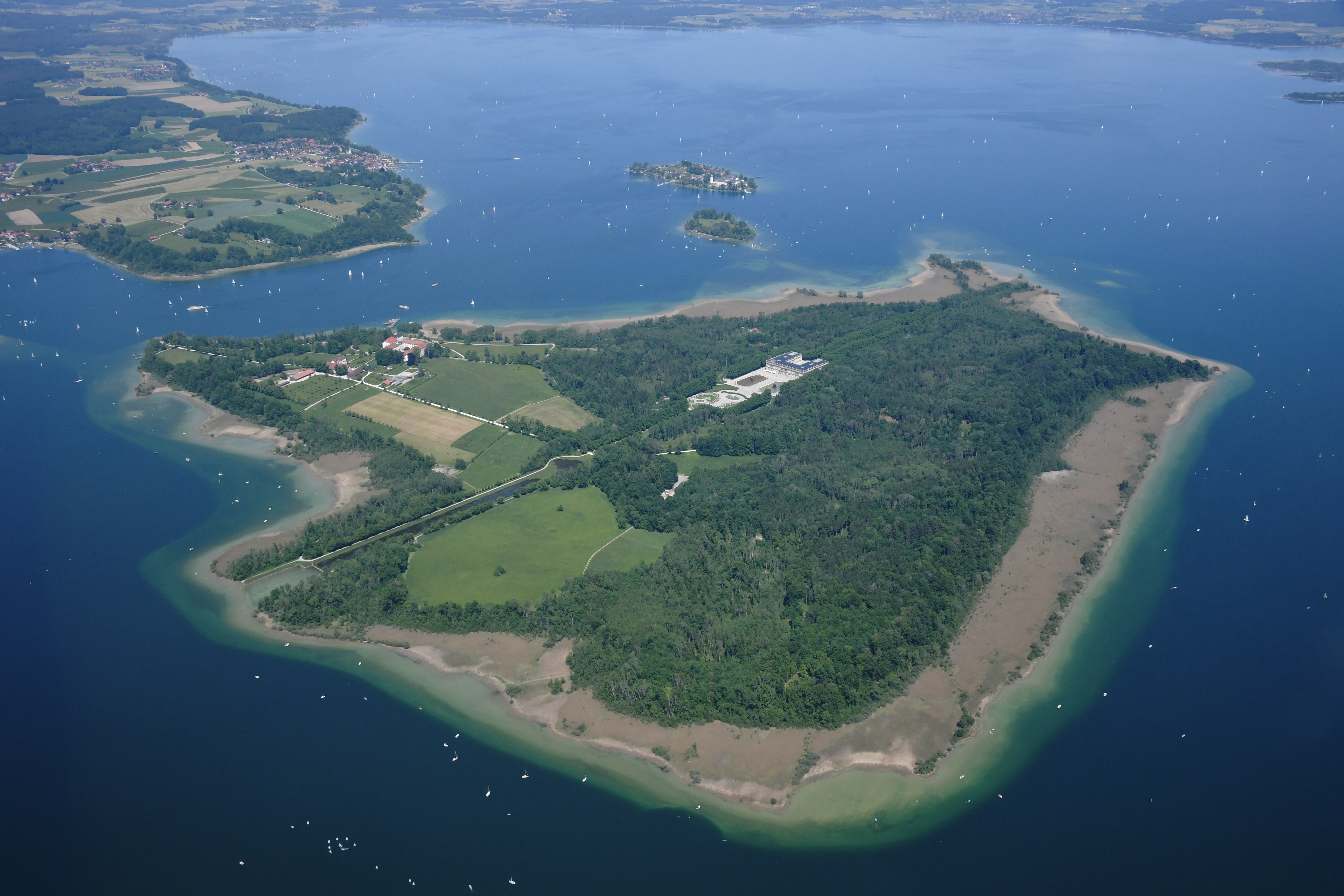
Luftbild der Herreninsel

Die Herreninsel (auch als Herrenchiemsee bekannt, frühere Bezeichnung Herrenwörth) ist mit einer Gesamtfläche von 238 ha die größte der drei Inseln im Chiemsee. Gemeinsam mit der Frauen- und der Krautinsel bildet sie die Gemeinde Chiemsee, die bezogen auf die Fläche nach Buckenhof die zweitkleinste in Bayern ist. Bekannt ist sie für das von Ludwig II. erbaute Neue Schloss Herrenchiemsee.

## Geschichte
Stift Herrenchiemsee, das Kloster auf der Herreninsel, wurde der Tradition nach durch Herzog Tassilo III. von Bayern gegründet. Die tatsächliche Gründung erfolgte (nach neuesten, auch archäologischen Erkenntnissen) zwischen 620 und 629. Über 12 Jahrhunderte bis zur Säkularisation in Bayern war die Insel im Besitz dieses Klosters. Die Klosterkirche diente von 1216 bis 1807 als Kathedrale des Bistums Chiemsee, die deswegen auch „Inseldom“ genannt wurde. Das Kloster wurde 1803 aufgelöst, kam in staatlichen Besitz und wurde schließlich an einen Mannheimer Kaufmann verkauft. 1807 wurde die Klosterkirche profaniert, zwischen 1818 und 1820 ließ man ihre Türme und den Chor abbrechen. Die Insel und die verbliebenen Gebäude wurden 1873 von König Ludwig II. für 350.000 Gulden von einem Konsortium württembergischer Holzspekulanten erworben, worauf er hier sein Schloss Herrenchiemsee erbauen ließ. Dadurch unterblieb auch die geplante Abholzung der Insel. Im Konventstock des Alten Schlosses (des früheren Klosters) tagte vom 10. bis 23. August 1948 der Verfassungskonvent zur Vorbereitung des Grundgesetzes für die Bundesrepublik Deutschland.

## Bebauung und Nutzung
Die Herreninsel ist im Gegensatz zur Fraueninsel, die von etwa 200 Personen permanent bewohnt wird, nur von wenigen Personen ganzjährig bewohnt, kann aber dafür mit einer weithin bekannten Touristenattraktion aufwarten: Das Neue Schloss Herrenchiemsee baute der bayerische „Märchenkönig“ Ludwig II. nach dem Vorbild von Schloss Versailles.
Außer dem Neuen Schloss Herrenchiemsee befindet sich auf der Insel auch das als Altes Schloss Herrenchiemsee bekannte ehemalige Chorherrenstift (Kloster Herrenchiemsee) mit dem sogenannten Inseldom, der ab 2019 für 2,1 Mio. Euro saniert wurde und seit 2021 während der Sommermonate der Öffentlichkeit zugänglich ist.
In der nördlichen Ecke der Insel steht die Seekapelle zum Heiligen Kreuz, die aber für die Öffentlichkeit unzugänglich ist.
Ein etwa acht Kilometer langer Rundweg führt in Ufernähe um die Insel. An der südwestlichen Ecke steigt der Weg zum Aussichtspunkt „Ottos Ruh“ mit einem pilzartigen Unterstand auf bis zu 20 Höhenmeter über dem See und fällt dann zur südwestlichen Ecke mit dem Aussichtspunkt „Pauls Ruh“ auf Seeniveau wieder ab.

## Forstabteilungen
Rund zwei Drittel der Insel, ausgenommen die Schlossanlagen und der Nordteil mit dem Alten Schloss, sind historisch in elf Forstabteilungen gegliedert, mit insgesamt 156,8 ha, was 65,9 % der Inselfläche entspricht. Das Gebiet hat parkähnlichen Charakter und besitzt ein Wildgehege.
| Abteilung | Name          | Fläche [ha] | Anmerkungen |
| --------- | ------------- | ----------- | ----------- |
| 1         | Schwarzholz   | 11,4        | -           |
| 2         | Sägau         | 10,2        | -           |
| 3         | Randau        | 24,9        | -           |
| 4         | Mooswiese     | 20,4        | -           |
| 5         | Steinwand     | 14,0        | 5           |
| 6         | Mögelholz     | 29,8        | -           |
| 7         | Garten        | 15,0        | 7           |
| 8         | Geiwitz       | 6,6         | -           |
| 9         | Leite         | 7,4         | -           |
| 10        | Neptunshügel  | 11,4        | -           |
| 11        | Altes Schloss | 5,7         | -           |

## Verkehr
Die Insel ist das ganze Jahr über mit dem Linienschiff der Chiemsee-Schifffahrt, per Wassertaxi oder mit Privatbooten zu erreichen (hauptsächlich von Gstadt und Prien aus sowie von der Fraueninsel). Die Insel ist autofrei. Im Sommerhalbjahr pendeln kostenpflichtige Pferdekutschen für die Besucher zwischen dem Schiffsanleger und dem Schloss.

## Galerie

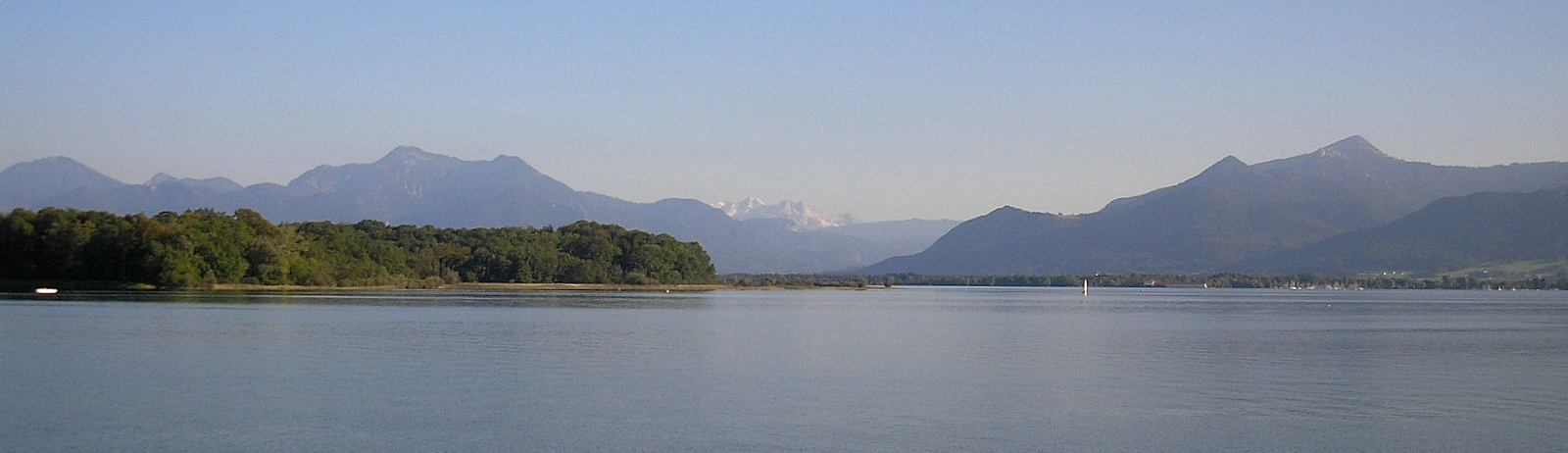
Blick auf die Herreninsel vom Ufer aus
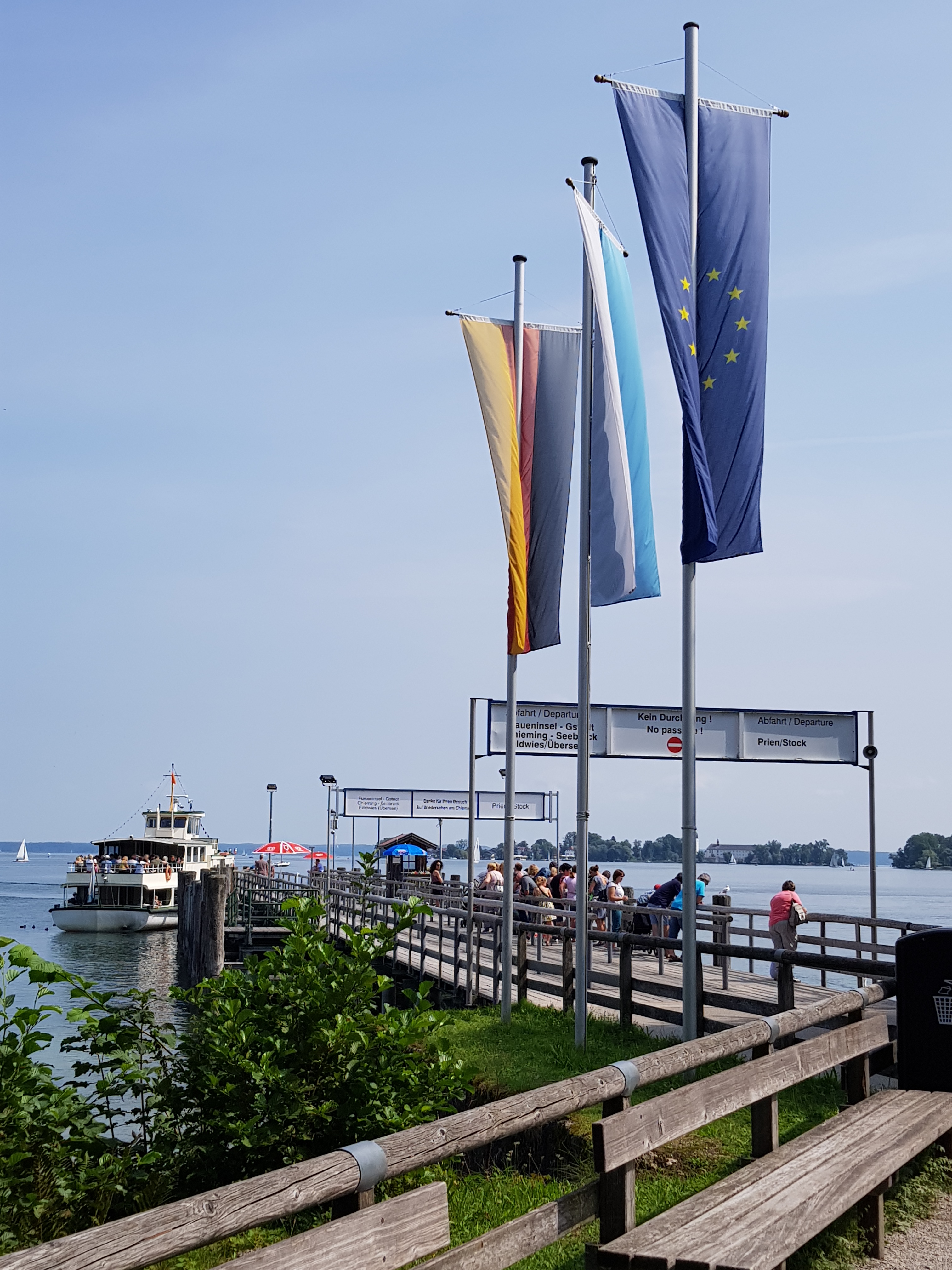
Bootsanleger der Chiemsee-Schifffahrt
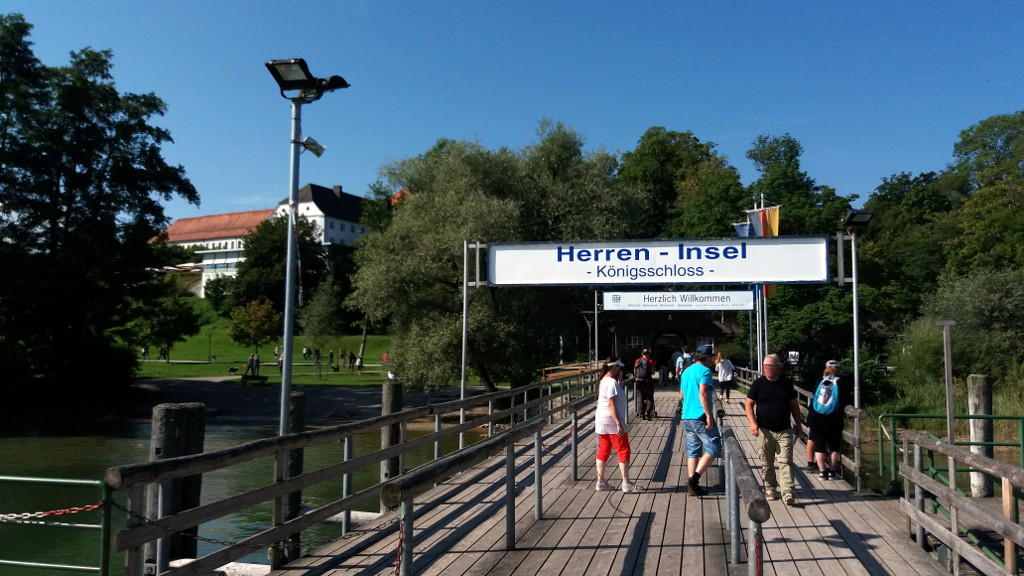
Bootsanleger von der Ankunftseite aus gesehen
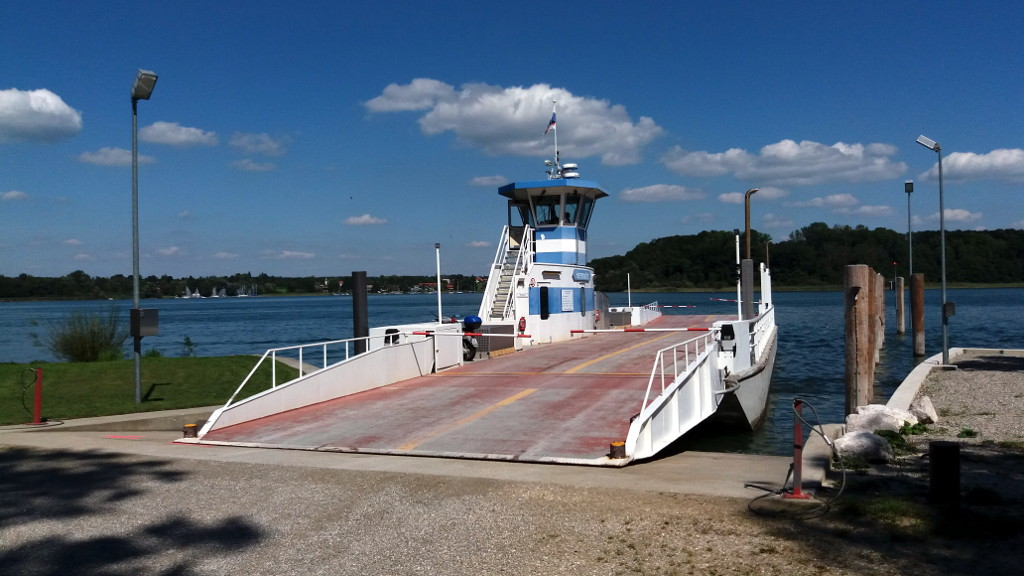
Gemeindliche Fähre „Frauenwörth II“
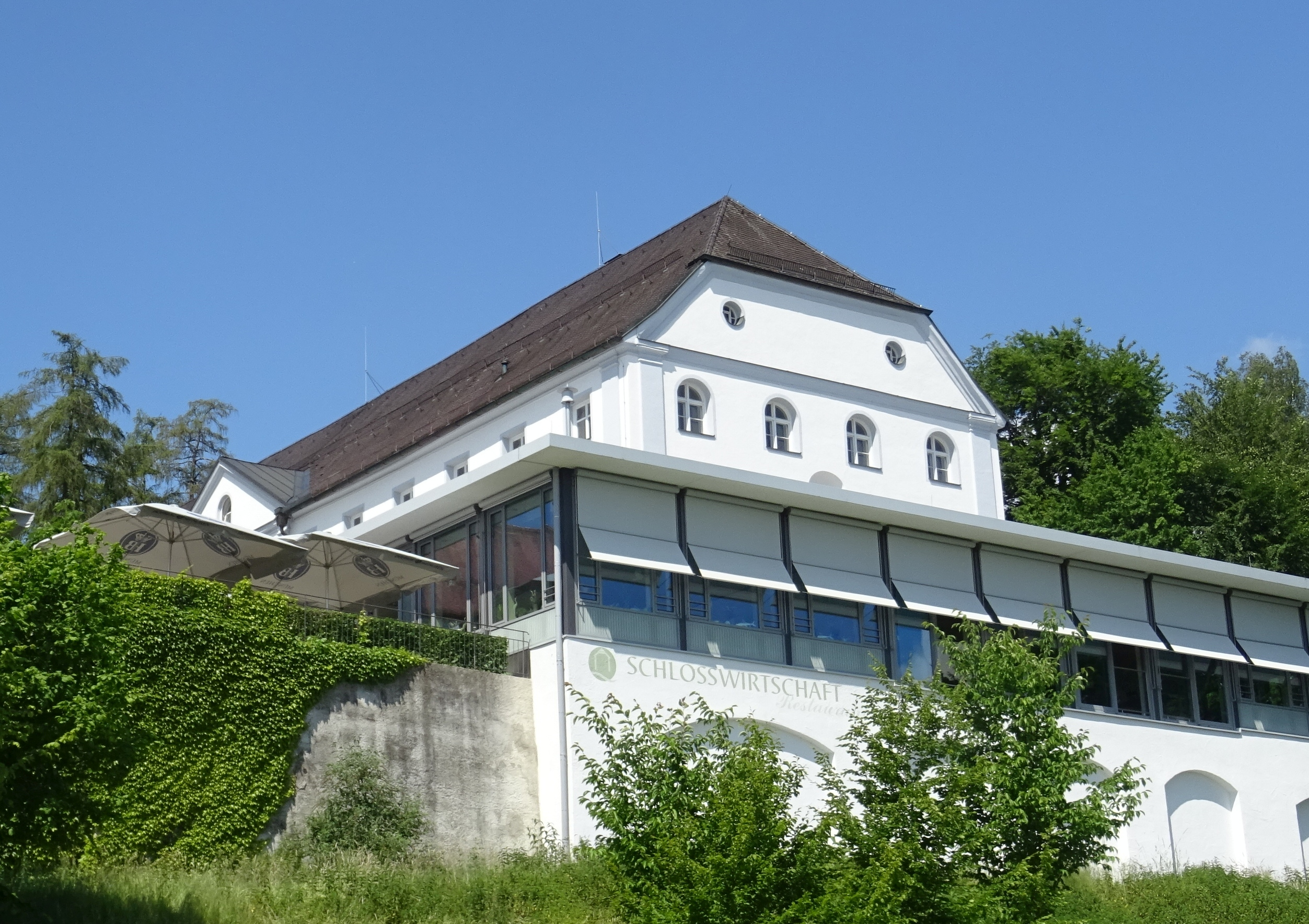
Denkmalgeschütztes Schlosshotel
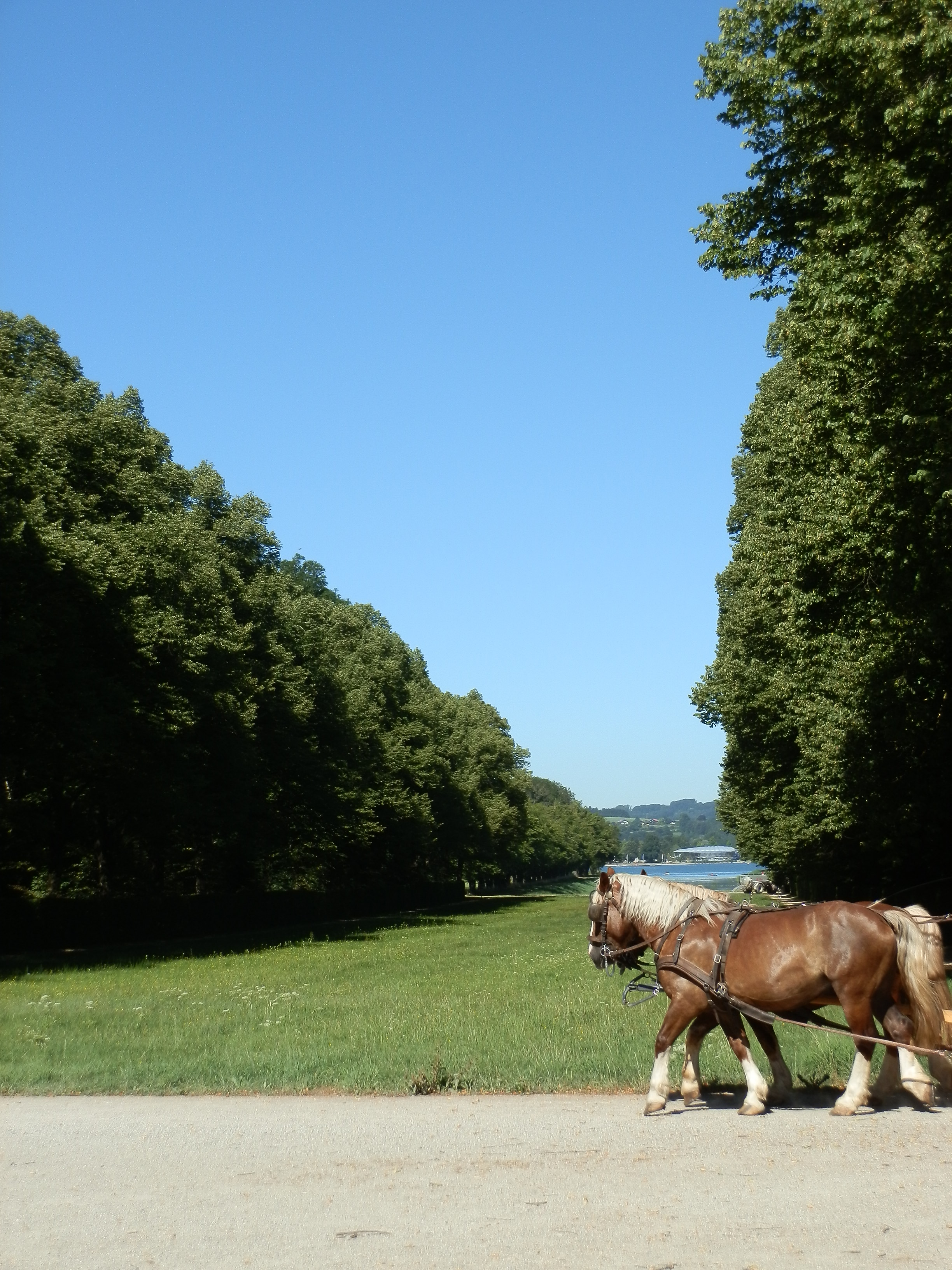
Blick vom Schlosspark Richtung Prien
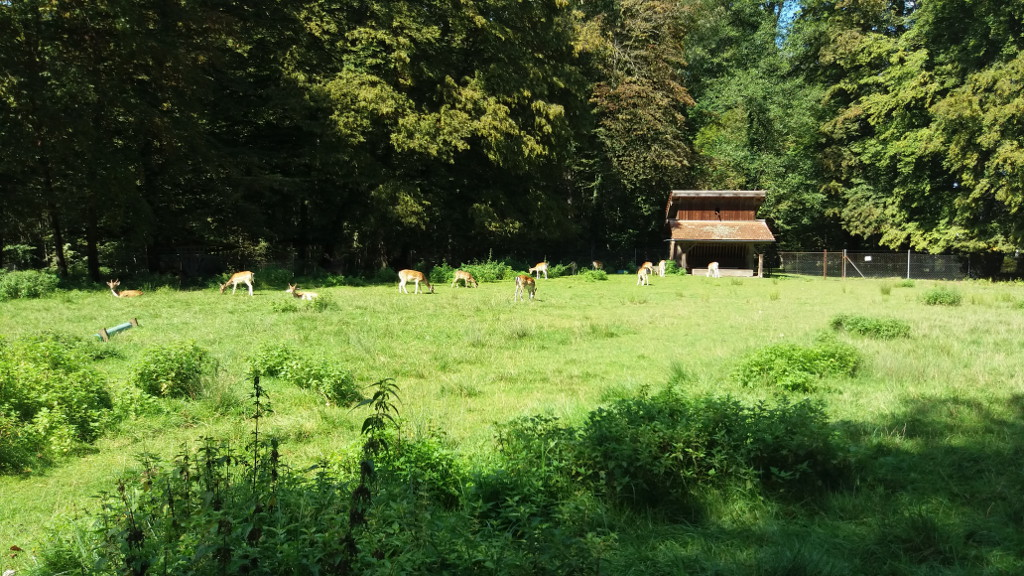
Wildgehege in unmittelbarer Nähe des Neuen Schlosses Herrenchiemsee

## Sage
- Ludwig Bechstein: Liebe findet ihre Wege[7] (Sage zu Mönchskloster auf der Herreninsel und Nonnenkloster auf der Fraueninsel)